# Parc d'Atraccions de Madrid
El Parc d'Atraccions de Madrid és un parc d'atraccions situat a Madrid, a la Comunitat de Madrid, concretament a la zona de Batán de la Casa de Campo. Compta amb dues portes d'entrada: per Zona Tranquilidad i per Nickelodeonland (propera a l'estació de metro de Batán).
Al parc es pot accedir amb cotxe, encara que també està comunicat amb el transport públic per l'estació de Batán del Metro i per les línies 33, 55 i 65 de l'EMT.

## Història del Parc d'Atraccions de Madrid

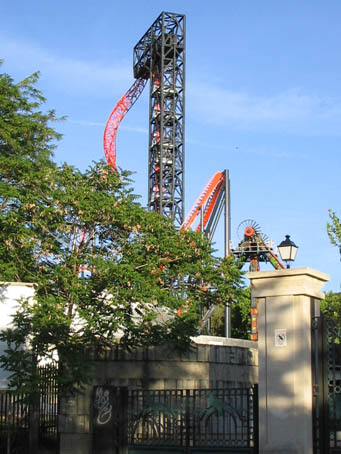
Atraccions vistes des de l'exterior

La història del Parc d'Atraccions de Madrid va començar el 15 de maig de 1969, quan va ser inaugurat per Carlos Arias Navarro. Ràpidament es van fer molt conegudes diverses atraccions, com El Tobogán, Los Coches de Choque, El Laberinto de Espejos, 7 Picos, Enterprise, Los Piratas, El Valle de la Prehistoria, El Pulpo o Jet Star. Amb el transcurs del temps, el parc ha experimentat diverses remodelacions, en les quals s'han anat tancant, obrint i substituint atraccions.
En 1990 es va realitzar una important inversió, en la qual es va obrir la nova Zona Nord-oest, que albergava les atraccions Cóndor, T.I.R., Aserradero (primera atracció que s'instal·lava al parc en la qual els visitants es mullen), Cadires Voladores i, posteriorment, Minimotos. També aquest mateix any es va inaugurar la muntanya russa Katapult.
En 1998 es va dur a terme la remodelació més important fins avui, quan l'auge dels parcs temàtics a tot el món va forçar al fet que els propietaris realitzessin una inversió de 8000 milions de pessetas (48 milions d'euros) per a remodelar el parc i convertir-lo en parc temàtic. Aquesta remodelació completa va consistir en la divisió del parc en 5 zones, adaptant l'aspecte visual i nom de les atraccions a les seves zones corresponents, omplint de decorats els camins, i multiplicant la quantitat de botigues de records, així com incrementant el nombre d'actuacions. En aquest mateix any, el Parc d'Atraccions, al costat del Zoo Aquarium de Madrid, Aquópolis i el telefèric de Madrid es van unir en l'empresa Parques Reunidos.
La seva mascota original va ser Napy, un os caricaturitzat i vestit amb jaqueta, boina i un mocador blanc al coll. La seva imatge estava impresa en les calcomanies que servien com a tiquet per a muntar en totes les atraccions. Va ser reemplaçat després de la remodelació de 1998 i la creació de Parcs Reunits per la nova mascota Andròmina, un extraterrestre ataronjat similar a un os amb una "T" dins d'un cercle blau al seu budell. Andròmina va passar a ser també la mascota oficial de Aquópolis. Aquesta mascota va ser promocionada i presentada al públic per mitjà d'un programa televisiu infantil de la cadena Telemadrid anomenat Cyberclub, on li donaven protagonisme. Aquest programa comptava amb moltes participacions conjuntes amb Parcs Reunits, la qual cosa va permetre fer una campanya publicitària infantil de gran acceptació i èxit, com la creació d'una targeta de soci del club amb la qual podrien obtenir descomptes en les entrades a les instal·lacions de Parques Reunidos. Amb el temps el programa televisiu va deixar d'emetre's. Des de 2007 la mascota està en desús tant al Parc d'Atraccions de Madrid com en Aquópolis. Ha desaparegut dels logotips oficials, així com de les promocions i anuncis publicitaris, si bé encara es venen peluixos d'aquesta mascota a les botigues de records del parc.
En març de 2010 es desmantella l'Arbre-Cafeteria, que va formar part del logotip i skyline del parc durant molts anys, i en el seu lloc es munta l'atracció Star Full de mà. Això va provocar la decisió de retirar del logotip oficial del parc la representació d'aquest arbre.
L'accés i ús del Parc d'Atraccions de Madrid històricament permetia dos tipus d'entrada: una que només permetia l'accés al parc i l'ús de les atraccions es canviava per tiquets adquirits dins de les instal·lacions, i una altra entrada que permetia l'accés i ús il·limitat per un dia de la majoria de les atraccions del parc mitjançant un identificatiu. Aquest identificatiu primer va ser una polsera de corda amb una xapa metàl·lica, després ho van substituir per calcomanies amb el logotip/mascota del parc que es van fer molt populars, i en la seva última època amb polseres de plàstic duradores i impermeables.
Des de la revisió de tarifes de 2012 el tiquet d'accés al parc inclou també l'ús de gairebé totes les atraccions.

## Borja
El parc està dividit en quatre zones, a les quals estan distribuïdes les atraccions. Fins a abril de 2012 també comptava a una zona més, anomenada La Gran Avenida, que ara ha quedat emmarcada dins de la Zona Tranquilidad.

### Zona Tranquilidad
És la zona amb les atraccions més tranquil·les i en les quals hom es pot prendre un respir després d'haver provat alguna altra opció forta:
- La Jungla
- Zeppelin

- Star Flyer[5]
- Simulador Virtual

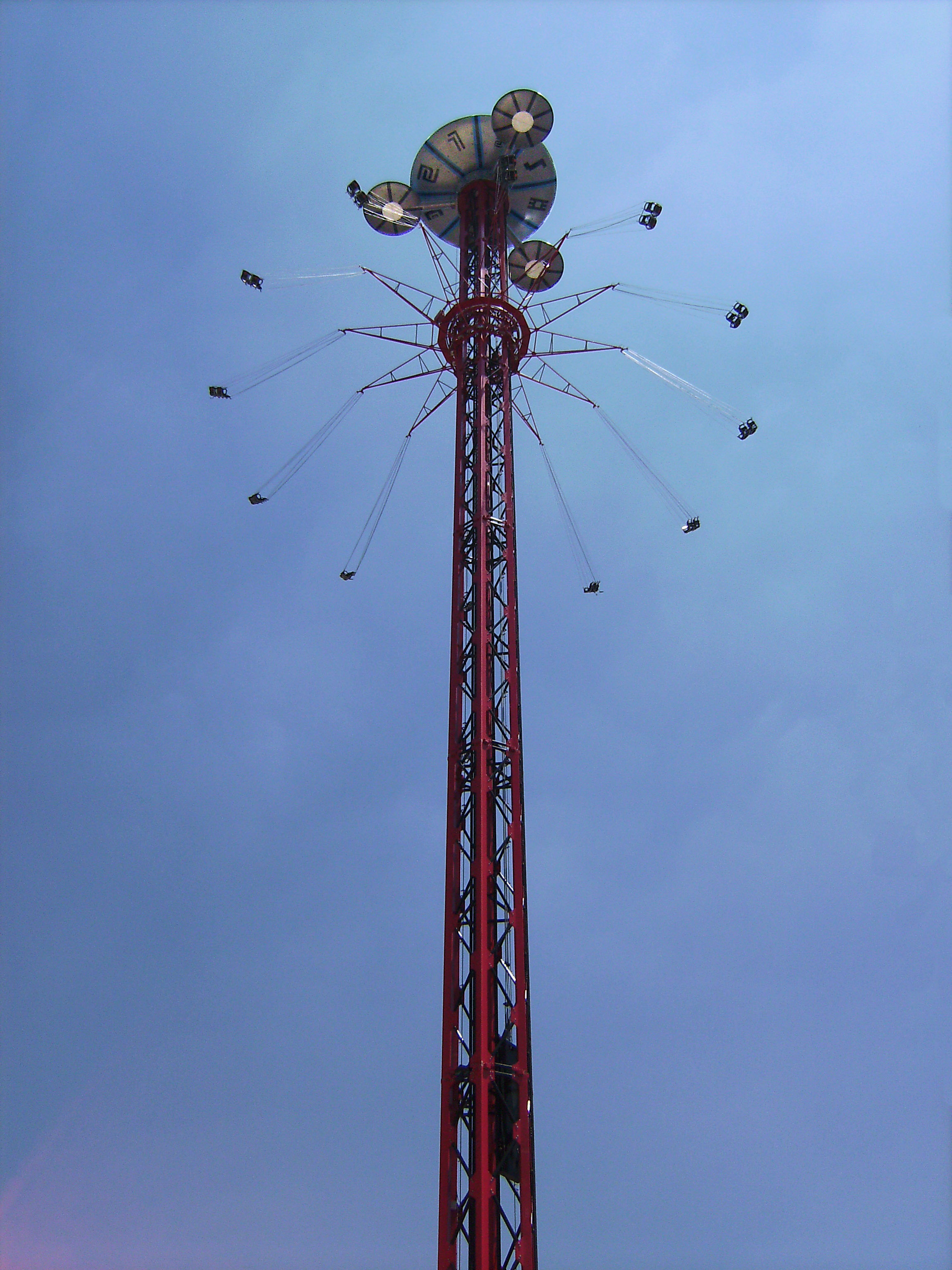
Star Flyer

També hi ha els següents espectacles 
- Animación Nickelodeon: a la porta principal.
- Peter Funk & Garfio's Band: a l'escenari de Star Flyer.
- Queens of Pop: a l'escenari de Star Flyer. Cançons de Madonna, Lady Gaga, Beyoncé, Rihanna, Katy Perry o Adele.
- Rock Stars: a l'escenari de Star Flyer. Cançons de David Bowie y Mick Jagger, Queen, Guns N' Roses, The Beatles, Bruce Springsteen o Ramones.
- Salida Zombie The Walking Dead: els actors de The Walking Dead Experience surten a la plaça de Star Flyer a espantar els visitants.
- The Walking Dead Experience: passatge del terror ambientat en la sèrie The Walking Dead, amb preu addicional.

### Zona del Maquinismo
La zona més desafiadora amb les seves atrevides atraccions, destacant:
- Abismo, model Skyloop XT-450 dissenyada per Maurer AG,[6] i que substitueix la veterana 7 Picos.

- Tarántula

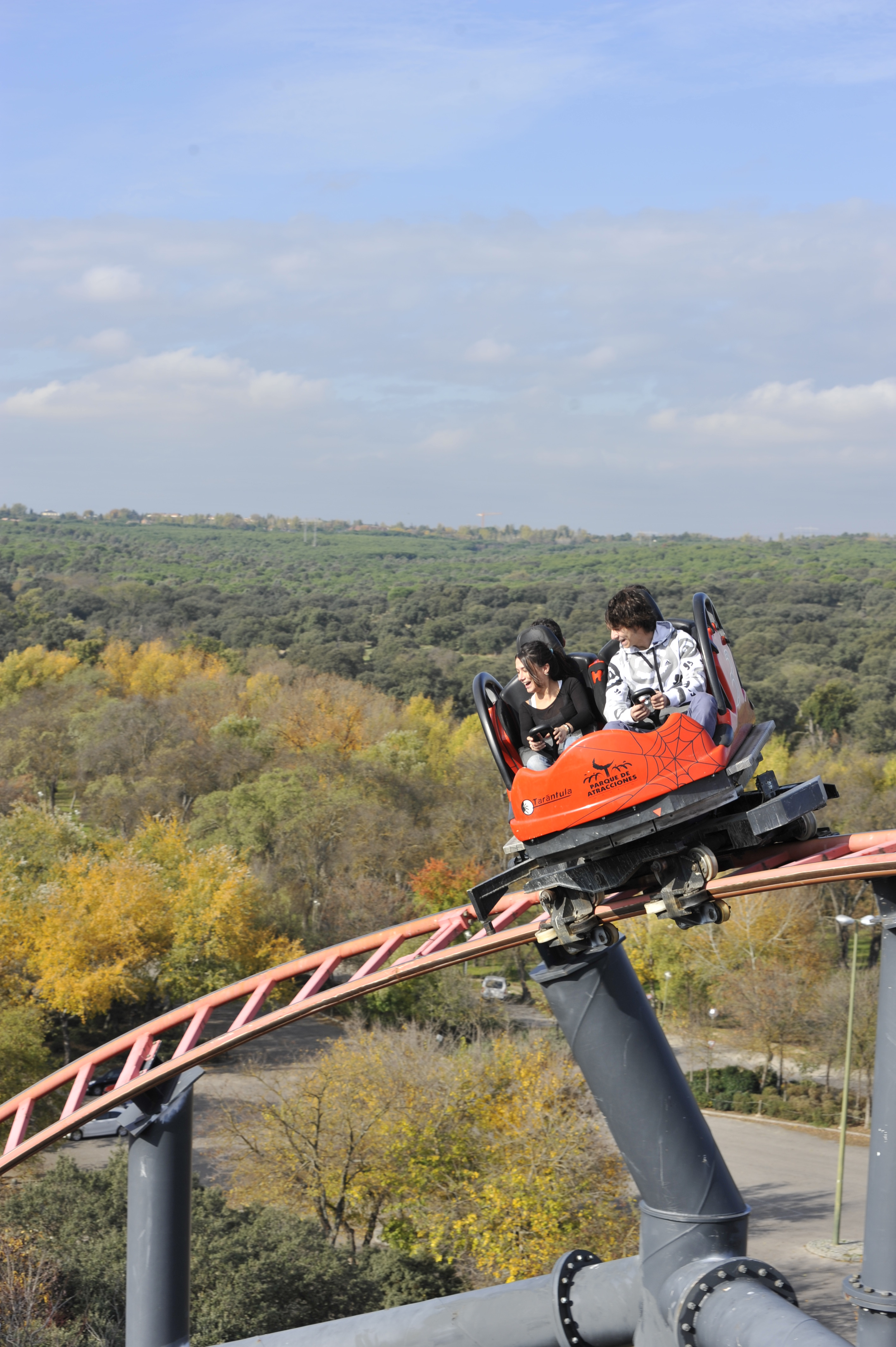
Tarántula

- Tornado, inaugurada el maig del 1999, dissenyada per Intamin Amusement Rides.[7]

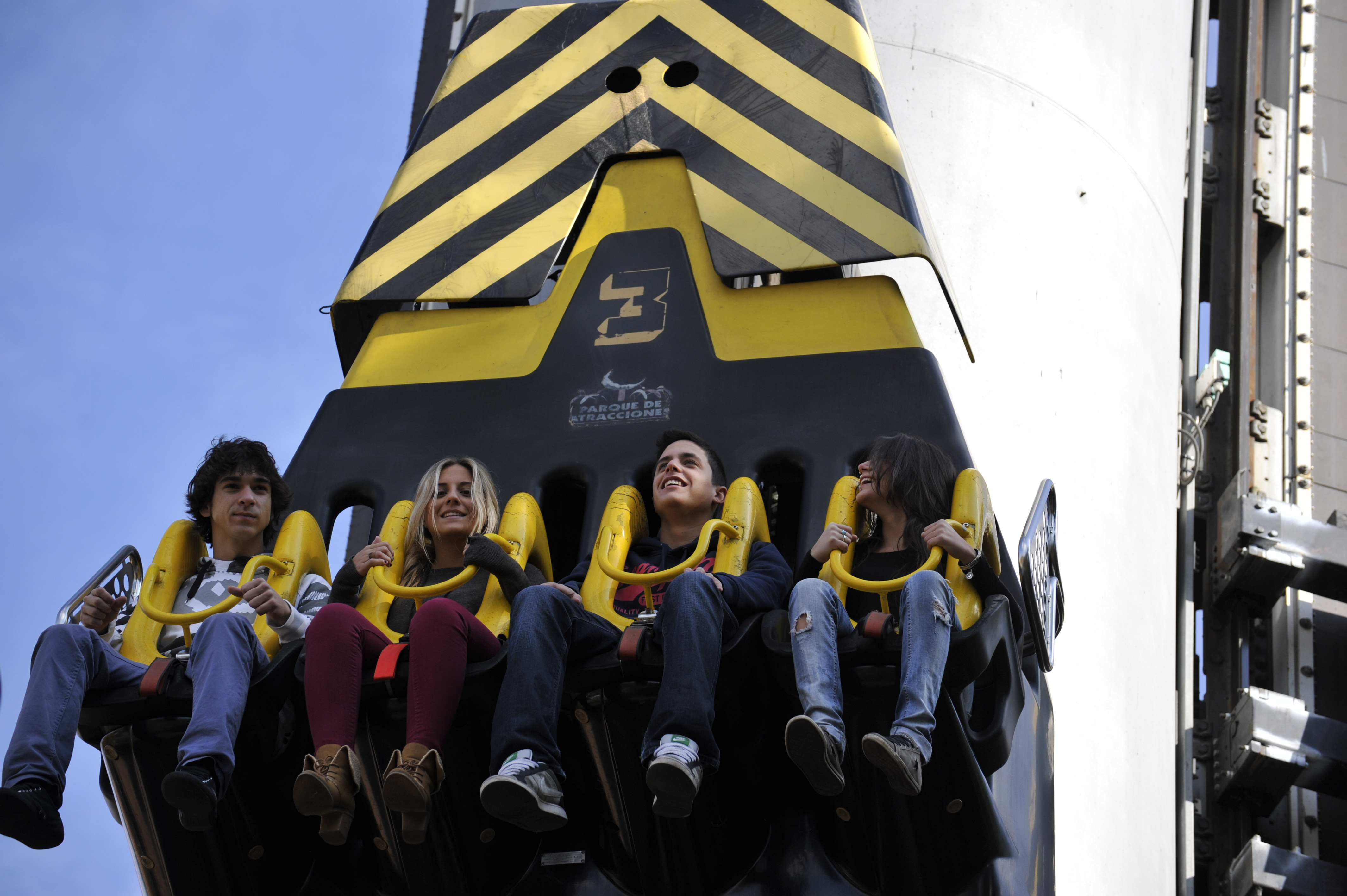
La Lanzadera

- La Lanzadera
- Cueva de las Tarántulas
- Aserradero
- Sillas Voladoras
- La Máquina
- Top Spin
- Rotor
- Tifón

### Zona de la Naturaleza
Aquí es troben les dues principals atraccions d'aigua, a més de gairebé tota la vegetació del parc.
- TNT - Tren de la Mina muntanya russa familiar ambientada en una mina asturiana,[8] oberta en març de 2012. El juny de 2017 se li agrega la possibilitat de fer el viatge portant unes ulleres de realitat virtual amb les quals el passatger interactuarà en una simulació de muntanya russa sincronitzada amb la muntanya russa real, oferint un entorn de realitat augmentada en el qual apareixen diferents objectius als que poder disparar i obtenir punts durant el viatge. Després d'un accident sofert pocs mesos després de la instal·lació d'aquesta novetat,[9] el sistema de realitat virtual va ser retirat fins a pròxim avís, a més de comptar des de llavors amb un sol tren. Malgrat ser una atracció també per a nens, aconsegueix 17,5 metres d'altura i els 55 km/h. Està dissenyada per Gerstlauer Amusement Rides GmbH[10]
- Vértigo
- Los Rápidos, atracció aquàtica dissenyada per Hopkins Rides. Inaugurada el 27 de maig de 1996 per l'alcalde de Madrid José María Álvarez del Manzano.[11]
- Los Fiordos
- Tiovivo
- Cine 4D

### Nickelodeon Land
Tot dedicat per als més petits de la família. També es troba una de les entrades i sortides al parc, que dona directament amb l'estació de metro de Batán, és la nova àrea del parc tematitzada en els personatges de la factoria Nickelodeon.
- Splash Bash
- Patrulla Canina
- Hero Spin
- Nickelodeon Express
- Al Bosque con Diego
- Los Globos Locos
- Padrinos Voladores
- Magneto de Jimmy Neutron
- Cazamedusas de Patricio
- La Aventura de Dora
- Coches de Choque de Rugrats
- Licencia para Conducir de las Tortugas Ninja
- Juegos de Agua

A aquesta zona hi ha els següents espectacles:
- La Casa de Bob Esponja photo call Bob Esponja.
- Photocall Nickelodeon
- Photocall Patrulla Canina
- Nickelodeon Let's Party
- Patrulla Canina en Acción